# 三井洋行大樓
三井洋行大樓位於上海市黃浦區四川中路175號，是上海市第二批優秀歷史建築之一。這棟建築完工於1903年，由平野勇造設計，是三井洋行在上海的辦公地點，外觀是義大利文藝復興風格。